# Onthophagus sternax
Onthophagus sternax är en skalbaggsart som beskrevs av Vladimir Balthasar 1959. Onthophagus sternax ingår i släktet Onthophagus och familjen bladhorningar. Inga underarter finns listade i Catalogue of Life.